# Vuelta Ciclista del Uruguay 1971
La 28.ª edición de la Vuelta Ciclista del Uruguay se disputó entre el 2 y el 11 de abril de 1971.
Segundo año consecutivo que la carrera fue ganada por un extranjero. El brasileño Pedro Geraldo de Souza del Caloi de San Pablo se quedó con la victoria, seguido de Luis Alberto Sosa y su compañero Luiz Carlos Flores. Juan José Pítaro fue el primer argentino en ganar 3 etapas en una misma edición. El Caloi, repitió el triunfo por equipos que había obtenido un año antes.

## Etapas
| Etapa | Fecha       | Recorrido                    | km       | Ganador (equipo)                              |
| 1.ª   | 2 de abril  | Circuito en Montevideo       |          | Anulada                                       |
| 2.ª   | 3 de abril  | Montevideo-San José          | 164,9    | Juan José Pítaro (San Martín de Buenos Aires) |
| 3.ª   | 4 de abril  | San José-Carmelo             | 190,4    | Jorge Juckich (Veloz)                         |
| 4.ª   | 5 de abril  | Carmelo-Mercedes             | 201      | Jorge Correa (Maroñas)                        |
| 5.ª   | 6 de abril  | Mercedes-Paysandú            | 193,4    | Walter Machado (Peñarol de Solymar)           |
| 6.ª   | 7 de abril  | Contrarreloj en Paysandú     | 50 (CRI) | Pedro Geraldo de Souza (Caloi)                |
| 7.ª   | 8 de abril  | Paysandú-Tacuarembó          | 230      | Juan José Pítaro (San Martín de Buenos Aires) |
| 8.ª   | 9 de abril  | Tacuarembó-Paso de los Toros | 158,5    | Jorge Juckich (Veloz)                         |
| 9.ª   | 10 de abril | Paso de los Toros-Florida    | 158,8    | Juan José Pítaro (San Martín de Buenos Aires) |
| 10.ª  | 11 de abril | Florida-Montevideo           | 154,6    | Luis Alberto Sosa (América)                   |

### Clasificación individual
| Pos. | Ciclista               | Equipo                | Tiempo           |
| ---- | ---------------------- | --------------------- | ---------------- |
| 1.º  | Pedro Geraldo de Souza | Caloi de San Pablo    | 36 h 29 min 04 s |
| 2.º  | Luis Alberto Sosa      | Club Ciclista América | a 7 s            |
| 3.º  | Luiz Carlos Flores     | Caloi de San Pablo    | a 1 min 37 s     |
| 4.º  | Lino Benech            | Club Ciclista Sauce   | a 2 min 27 s     |
| 5.º  | Jorge Juckich          | Veloz                 | a 2 min 31 s     |
| 6.º  | José Casas             | España                | a 2 min 43 s     |
| 7.º  | Carlos Jovellar        | España                | a 4 min 06 s     |
| 8.º  | Julio Castrillo        | River de San José     | a 5 min 06 s     |
| 9.º  | Juan A. Machado        | Federación de Florida | a 6 min 50 s     |
| 10.º | Ismael Morán           | España                | a 7 min 12 s     |

### Clasificación por equipos
| Pos. | Equipo                 | Tiempo            |
| ---- | ---------------------- | ----------------- |
| 1.º  | Caloi                  | 109 h 39 min 18 s |
| 2.º  | Federación de España   | a 2 min 28 s      |
| 3.º  | Club Ciclista Maroñas  | a 24 min 11 s     |
| 4.º  | Federación de Florida  | a 24 min 43 s     |
| 5.º  | Federación de Colombia | a 49 min 36 s     |